# Matteo Maestrello
Matteo Maestrello (Jesolo, 28 maggio 1981) è un ex cestista italiano.

## Carriera
Si forma professionalmente nelle giovanili della Benetton Treviso. La prima esperienza agonistica la pratica ad Imola in serie B d'Eccellenza per poi passare la stagione successiva tra i professionisti. Gioca e vince il campionato di Legadue con la Virtus Bologna; gli anni successivi continua a giocare nella seconda serie italiana con Basket Club Ferrara, Basket Draghi Novara, Pallacanestro Reggiana e, dopo una breve parentesi in Serie A Dilettanti all'inizio della stagione 2009-2010 con l'Olimpia Basket Matera, torna in Legadue con l'Andrea Costa Imola e l'anno successivo con la Reyer Venezia Mestre dove alla fine dell'anno centra la seconda promozione in serie A. 
Nel 2011 ha giocato con l'Enel Brindisi vincendo la Coppa Italia di Legadue e conquista la terza promozione in serie A nei play-off.
L'8 agosto 2012 torna a vestire la maglia dell'Andrea Costa Imola.
Nell'estate del 2013 rientra al Treviso Basket per partecipare al Campionato di Divisione Nazionale B.
Nella stagione 2014-15 inizia con il B.V.O. Caorle in serie C regionale Veneto per poi passare orgogliosamente alla squadra della sua città il B.C. Jesolo in serie D, di cui è tuttora capitano.
Nei due anni successivi porta il B.C. Jesolo fino alla serie B nazionale centrando due promozioni consecutive in C Silver e in C Gold.

## Palmarès
- Coppa Saporta: 1
 Pall. Treviso: 1998-99

Coppa Italia di Serie A: 1
TREVISO: 1999-2000
Promozioni in Serie A: 3
Virtus Bologna: 2004-05
Reyer Venezia: 2010-11
N.B. Brindisi: 2011-12
- Coppa Italia di Legadue: 1
 N.B. Brindisi: 2012

Serie C Silver :1
B.C.Jesolo 2015-16

Serie C Gold: 1
B.C.Jesolo 2016-17